# Coupe d'Angleterre de football 1956-1957
Navigation
Coupe d'Angleterre 1955-1956 Coupe d'Angleterre 1957-1958
La Coupe d'Angleterre de football 1956-1957 est la 76e édition de la Coupe d'Angleterre de football. 
Aston Villa remporte sa septième Coupe d'Angleterre de football au détriment de Manchester United sur le score de 2-1, au bout d'une finale jouée dans l'enceinte du stade de Wembley à Londres.

## Quarts de finale
| #      | Équipe 1                  | Résultat | Équipe 2             | Date        |
| ------ | ------------------------- | -------- | -------------------- | ----------- |
| 1      | Bournemouth & Boscombe FC | 1–2      | Manchester United    | 2 mars 1957 |
| 2      | Burnley FC                | 1–1      | Aston Villa          | 2 mars 1957 |
| 3      | West Bromwich Albion      | 2–2      | Arsenal FC           | 2 mars 1957 |
| 4      | Birmingham City           | 0–0      | Nottingham Forest    | 2 mars 1957 |
| Replay | Aston Villa               | 2–0      | Burnley FC           | 6 mars 1957 |
| Replay | Arsenal FC                | 1–2      | West Bromwich Albion | 5 mars 1957 |
| Replay | Nottingham Forest         | 0–1      | Birmingham City      | 7 mars 1957 |

## Demi-finales
| 23 mars 1957 | Aston Villa | 2–2 | West Bromwich Albion | Molineux Stadium, Wolverhampton |
| 15:00        |             |     |                      |                                 |

| Match rejoué       | West Bromwich Albion | 0–1 | Aston Villa | St Andrew's, Birmingham |
| 28 mars 1957 15:00 |                      |     |             |                         |

| 23 mars 1957 | Manchester United | 2–0 | Birmingham City | Hillsborough, Sheffield |
| 15:00        |                   |     |                 |                         |

## Finale
| 4 mai 1957 | Aston Villa | 2–1 | Manchester United | Stade de Wembley, Londres |
|            |             |     |                   | Spectateurs : 100 000     |
|            | Rapport     |     |                   |                           |

- Aston Villa remporte sa septième Coupe d'Angleterre[1].